# LY96
LY96 (англ. Lymphocyte antigen 96) – білок, який кодується однойменним геном, розташованим у людей на короткому плечі 8-ї хромосоми. Довжина поліпептидного ланцюга білка становить 160 амінокислот, а молекулярна маса — 18 546.
| 10         |  | 20         |  | 30         |  | 40         |  | 50         |
| ---------- |  | ---------- |  | ---------- |  | ---------- |  | ---------- |
| MLPFLFFSTL |  | FSSIFTEAQK |  | QYWVCNSSDA |  | SISYTYCDKM |  | QYPISINVNP |
| CIELKRSKGL |  | LHIFYIPRRD |  | LKQLYFNLYI |  | TVNTMNLPKR |  | KEVICRGSDD |
| DYSFCRALKG |  | ETVNTTISFS |  | FKGIKFSKGK |  | YKCVVEAISG |  | SPEEMLFCLE |
| FVILHQPNSN |  |            |  |            |  |            |  |            |

A: Аланін

C: Цистеїн

D: Аспарагінова кислота

E: Глутамінова кислота

F: Фенілаланін

G: Гліцин

H: Гістидин

I: Ізолейцин

K: Лізин

L: Лейцин

M: Метіонін

N: Аспарагін

P: Пролін

Q: Глутамін

R: Аргінін

S: Серин

T: Треонін

V: Валін

W: Триптофан

Задіяний у таких біологічних процесах, як імунітет, вроджений імунітет, запальна відповідь, альтернативний сплайсинг. 
Секретований назовні.